# Arsis
Arsis är en amerikansk rockgrupp från Virginia bildad år 2000, klassificerad som technical death metal. Gruppen representeras i Norden av Nuclear Blast Records. 

## Medlemmar
Nuvarande medlemmar
- James Malone – rytmgitarr, sång (2000 – )
- Noah Martin – basgitarr (2006 – 2008, 2010 – )
- Shawn Priest – trummor (2008, 2012 – )

Tidigare medlemmar
- Mike Van Dyne – trummor (2000 – 2007, 2009 – 2011)
- Nathaniel Carter – basgitarr (2009 – 2010)
- Nick Cordle – gitarr (2008 – 2012)
- Ryan Knight – gitarr (2006 – 2008)
- Darren Cesca – trummor (2007 – 2008)
- Brandon Ellis – gitarr (2012 – 2018)

Turnerande medlemmar/studiomusiker
- Mike Parks – sång (2007, 2012)
- Justin Shaw – basgitarr (2004 – 2006)
- Mike Mullen – basgitarr (2003)
- Alex Cox – basgitarr (2006)
- Michael Leon – basgitarr (2015)
- Taylor Washington – sologitarr (2018 – 2019)
- "Fast" Chris Jones – sologitarr (2003 – 2004)
- Jake Ososkie – sologitarr (2004 – 2005)
- Johnny Allen – sologitarr (2006)
- Jon Fralick – sologitarr (2006)
- David Kinkade – trummor (2008 – 2009)
- Alex Tomlin – trummor (2008)
- Samus – trummor (70000 Tons of Metal 2011)
- Scot Seguine – basgitarr (2001 demo)
- Kathy Burke – sologitarr (2001 demo)

## Diskografi
Studioalbum
- A Celebration of Guilt (2004)
- United in Regret (2006)
- We Are the Nightmare (2008)
- Starve for the Devil (2010)
- Unwelcome (2013)
- Visitant (2018)

Samlingsalbum
- As Regret Becomes Guilt: The Demos of Arsis (2007)

EP
- A Diamond for Disease (2005)
- Lepers Caress (2012)